# Pirmasens

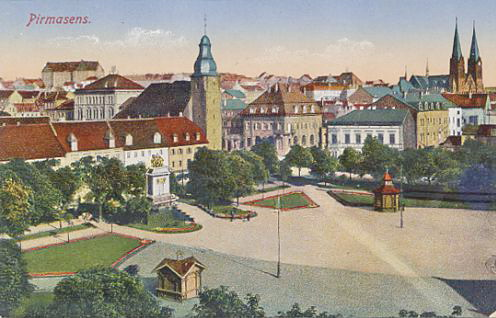
Pirmasens en 1910.

Pirmasens (pronunciación en alemán: /ˈpɪʁmazɛns/ⓘ) es una ciudad de Alemania, perteneciente al estado federado de Renania-Palatinado. Situada cerca de la frontera de Francia, está así mismo rodeada por el distrito de Palatinado Sudoccidental. Dada la importancia que tenía, era considerada la capital alemana del calzado.

## Geografía

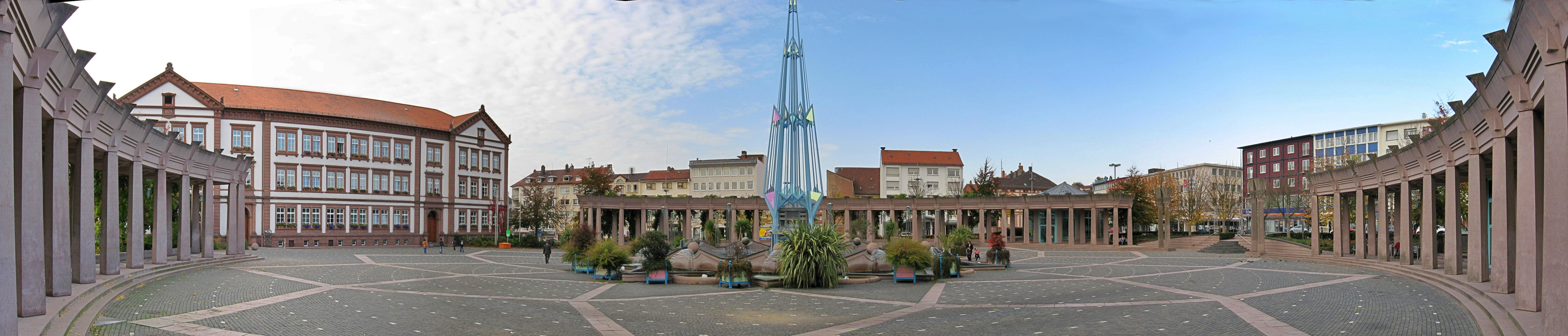
Exerzierplatz

Al noreste (aproximadamente 5 kilómetros) se encuentra el pueblo Rodalben.
El nombre de la ciudad se deriva del nombre del "santo Pirminius" (fundador del monasterio en Hornbach en el año 742 d. C.).

## Historia
El nombre de la ciudad de Pirmasens tiene su origen en el santo Pirminius, fundador del monasterio en Hornbach en el año 742. Durante siglos tan solo fue una pequeña aldea situada junto al profundo Bosque del Palatinado. Durante el siglo XVIII, el príncipe Luis IX construyó un fuerte con una guarnición militar para proteger las fronteras, dando lugar a la ciudad que es hoy día. Con la entrada del siglo XIX, tiene lugar una industrialización que convierte la ciudad en una de las principales productoras de calzado de Europa, periodo que durará con esplendor hasta finales de los años 70 en el siglo XX.
Durante la 2.ª Guerra Mundial, Pirmasens estuvo en primera línea de fortificación fronteriza, al pasar por la ciudad la Línea Sigfrido. Desde agosto de 1944 en adelante la ciudad comenzó a ser bombardeada por la aviación aliada, hasta que el 22 de marzo de 1945, tomaron la ciudad las tropas americanas, un mes antes de acabar la guerra.

## Demografía
| Año  | Población |
| ---- | --------- |
| 1620 | 235       |
| 1657 | 40        |
| 1661 | 87        |
| 1667 | 74        |
| 1681 | 56        |
| 1722 | 245       |
| 1741 | 225       |
| 1790 | 9,000     |
| 1801 | 3,921     |
| 1863 | 7,097     |
| 1875 | 10,136    |
| 1890 | 21,041    |
| 1896 | 30,194    |
| 1925 | 42,996    |
| 1933 | 47,221    |
| 1939 | 58,848    |

| Año                   | Población |
| --------------------- | --------- |
| 1950                  | 49,676    |
| 1970                  | 57,773    |
| 1987                  | 47,997    |
| 31. Diciembre de 1998 | 46,425    |
| 31. Diciembre de 1999 | 45,773    |
| 31. Diciembre de 2000 | 45,212    |
| 31. Diciembre de 2001 | 44,822    |
| 31. Diciembre de 2002 | 44,367    |
| 31. Diciembre de 2003 | 43,971    |
| 31. Diciembre de 2004 | 43,637    |
| 31. Diciembre de 2005 | 44,137    |
| 31. Diciembre de 2006 | 43,456    |
| 31. Diciembre de 2007 | 41,875    |
| 31. Diciembre de 2008 | 41,358    |
| 31. Diciembre de 2009 | 40,808    |
| 31. Diciembre de 2010 | 40,384    |

## Cultura
Museos

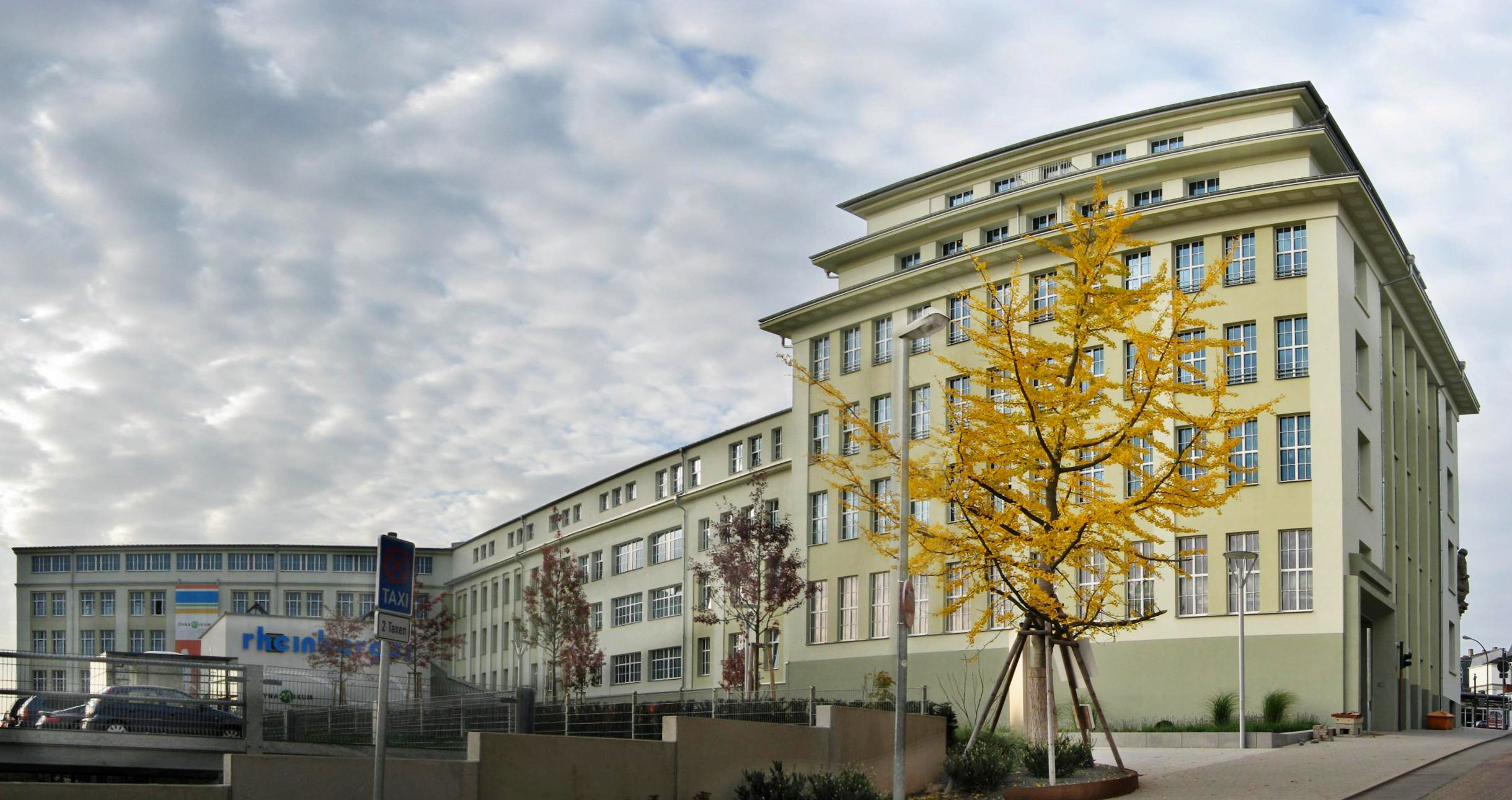
Dynamikum, Museo de Ciencia instalado en la nave Rheinberger, la que fue mayor fábrica de zapatos de Alemania

- Dynamikum, museo de ciencia y tecnología.
- Museo del Calzado
- Museo de Maquinaria del Calzado
- Galería-Pinacoteca de Heinrich Bürkel
- Museo de Hugo Ball
- Museo Westwall, sobre los búnkeres y fortificaciones de la Línea Sigfrido de la II Guerra Mundial.

Monumentos naturales y parques
- Alter Friedhof,
- Neuffer-Park,
- Strecktalpark
- Naherholungsgebiet „Eisweiher“.

Periódicos
- Pirmasenser Zeitung
- Die Rheinpfalz

En Pirmasens se celebró entre el 4 y 6 de junio de 2004 el sexto campeonato mundial de la barbacoa.

## Deportes
Clubes deportivos (Nombres originales en alemán)
| - FK 03 Pirmasens - TV 1863 Pirmasens - VfB Post Pirmasens - GW Pirmasens - SG Pirmasens - TC Rot-Weiß Pirmasens - Rot-Weiß Pirmasens | - Tischtennis Verein Ruhbank - Blau-Weiß Pirmasens - ASV Pirmasens - Schachclub 1912 Pirmasens - TTC Pirmasens - Tus/DJK Pirmasens - SV 1907 Ruhbank - RC Pirmasens - TSV 1979 Pirmasens | - 1. Boule Verein Pirmasens - Schachclub Fehrbach - MTV 1873 Pirmasens - TSG Pirmasens - FC Fehrbach - BF Fehrbach - Schachfreunde '95 Pirmasens-Ruhbank - Dartverein D.C. Piper's - RSC Pirmasens-Fehrbach - Tiger Academy (Taekwondo) |

## Personas destacadas nacidas en esta ciudad
- Betty Amann (1905-1990): Actriz.
- Hugo Ball (1886-1927): Autor y poeta. Activista y participante del dadaísmo.
- Wolfgang Unzicker (1925-2006): Ajedrecista internacional.
- Erik Durm (1992-presente): Jugador profesional de fútbol.

## Ciudades hermanas
- Poissy (Francia), desde 1965 tienen relaciones culturales y económicas (ciudad socia).

## Galería de fotos

Pirmasens
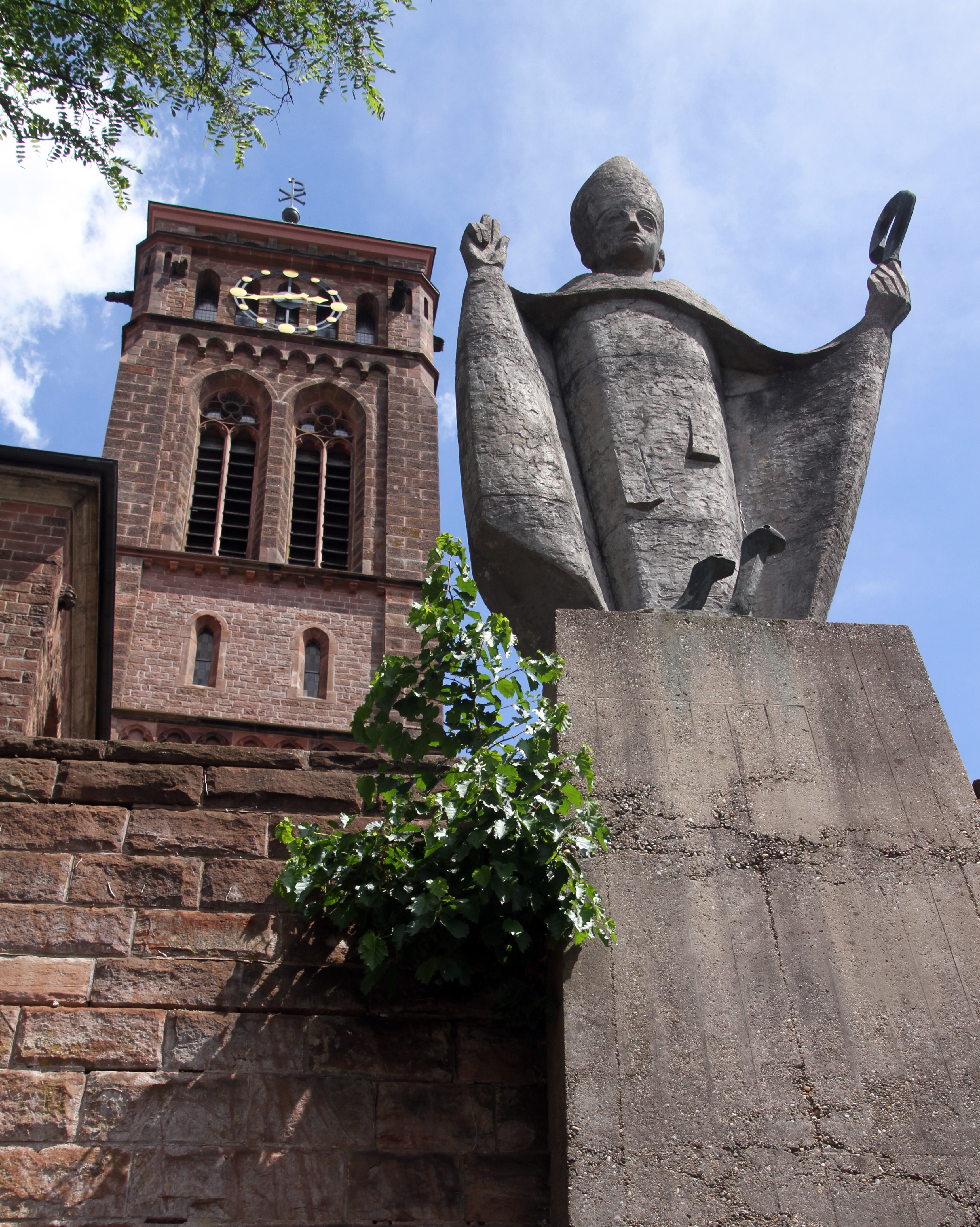
St. Pirmin
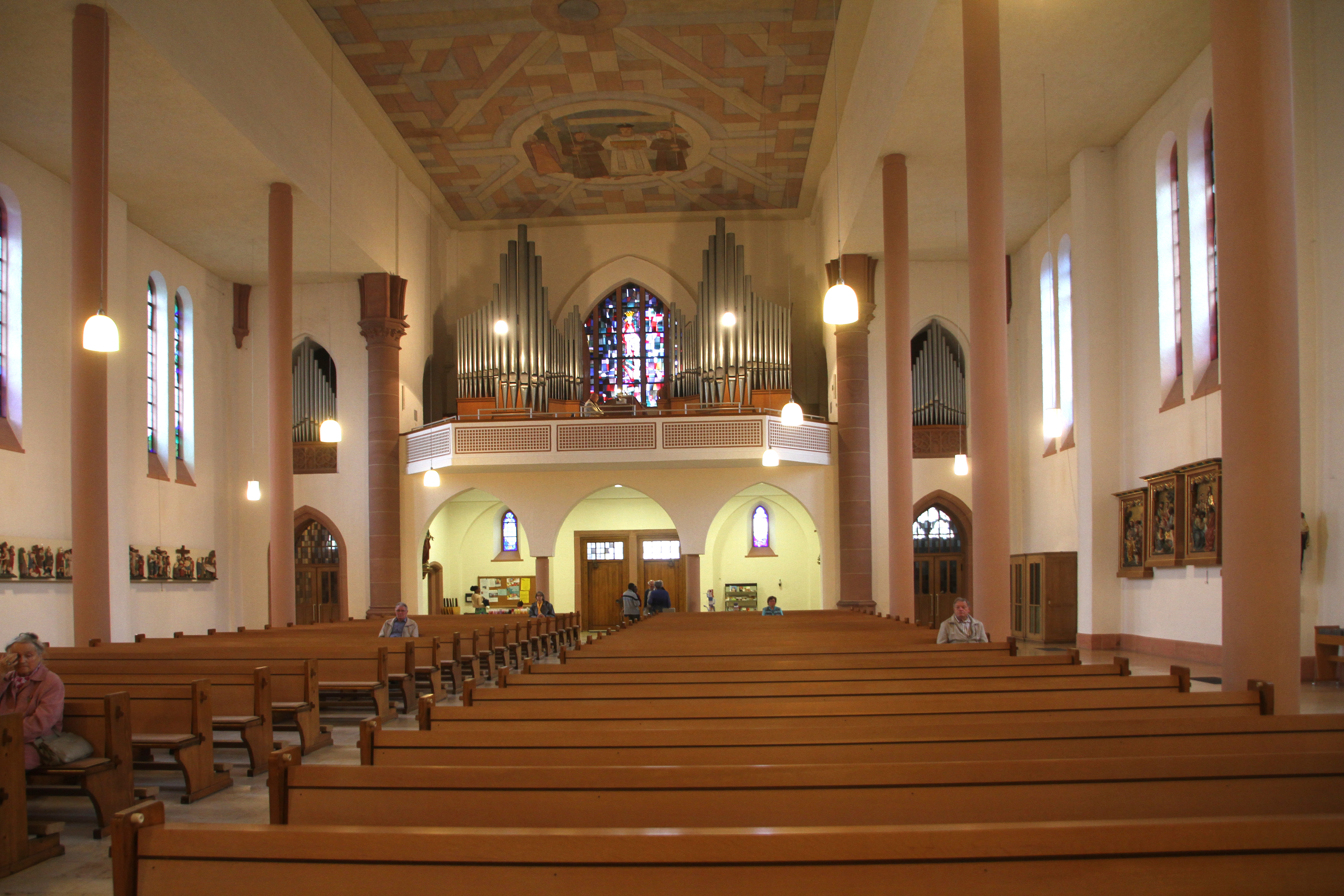
St. Pirmin
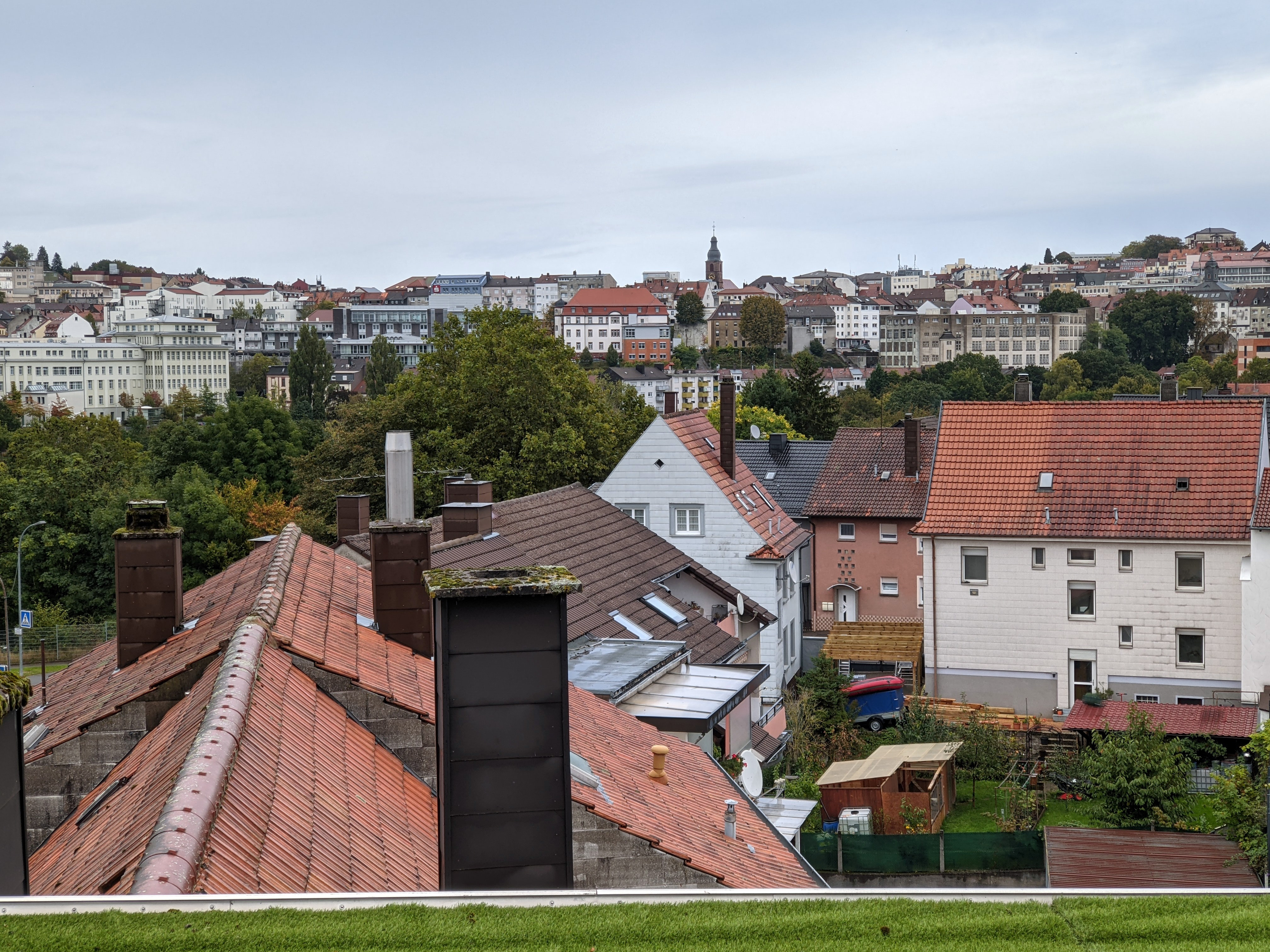
Pirmasens
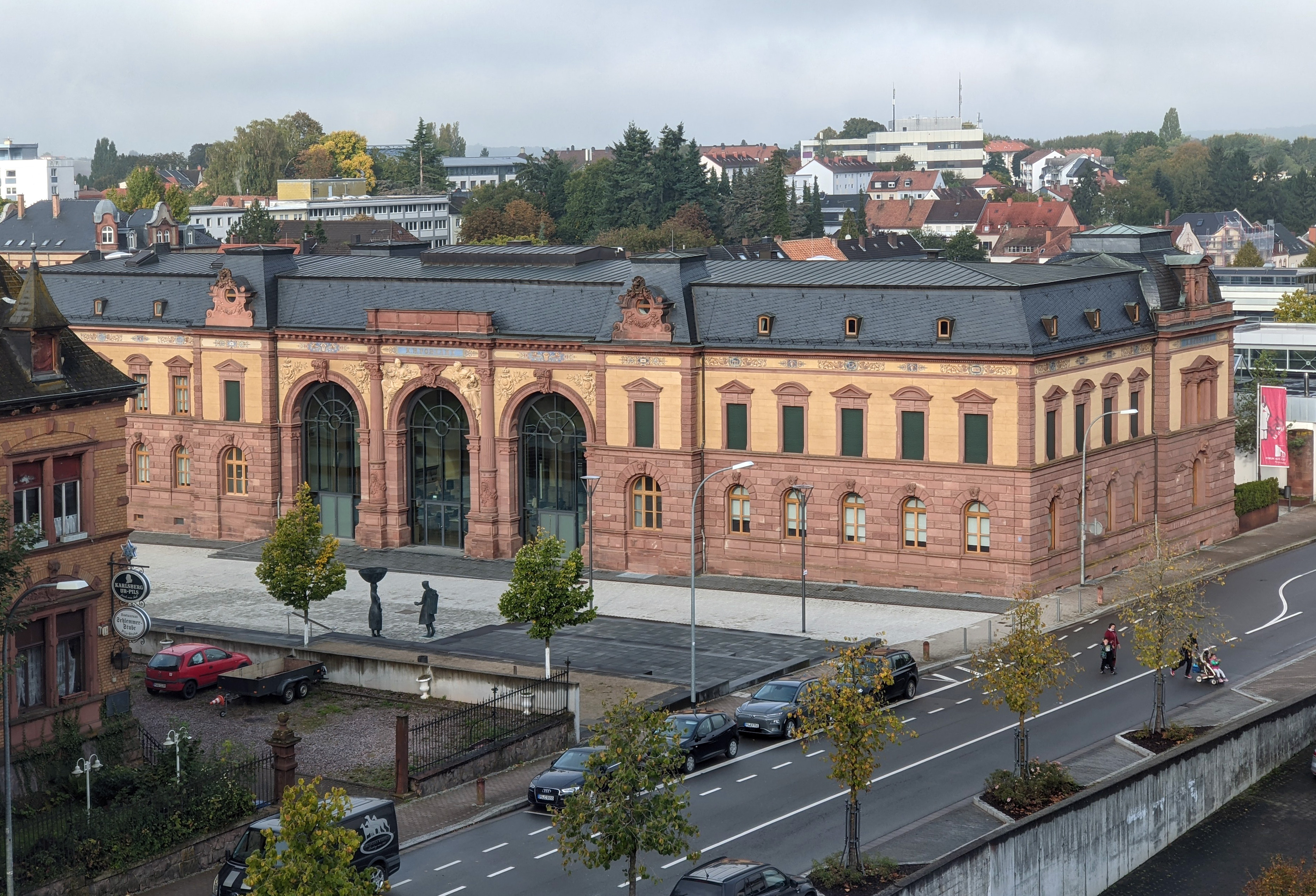
Museo de Hugo Ball y Heinrich Bürkel
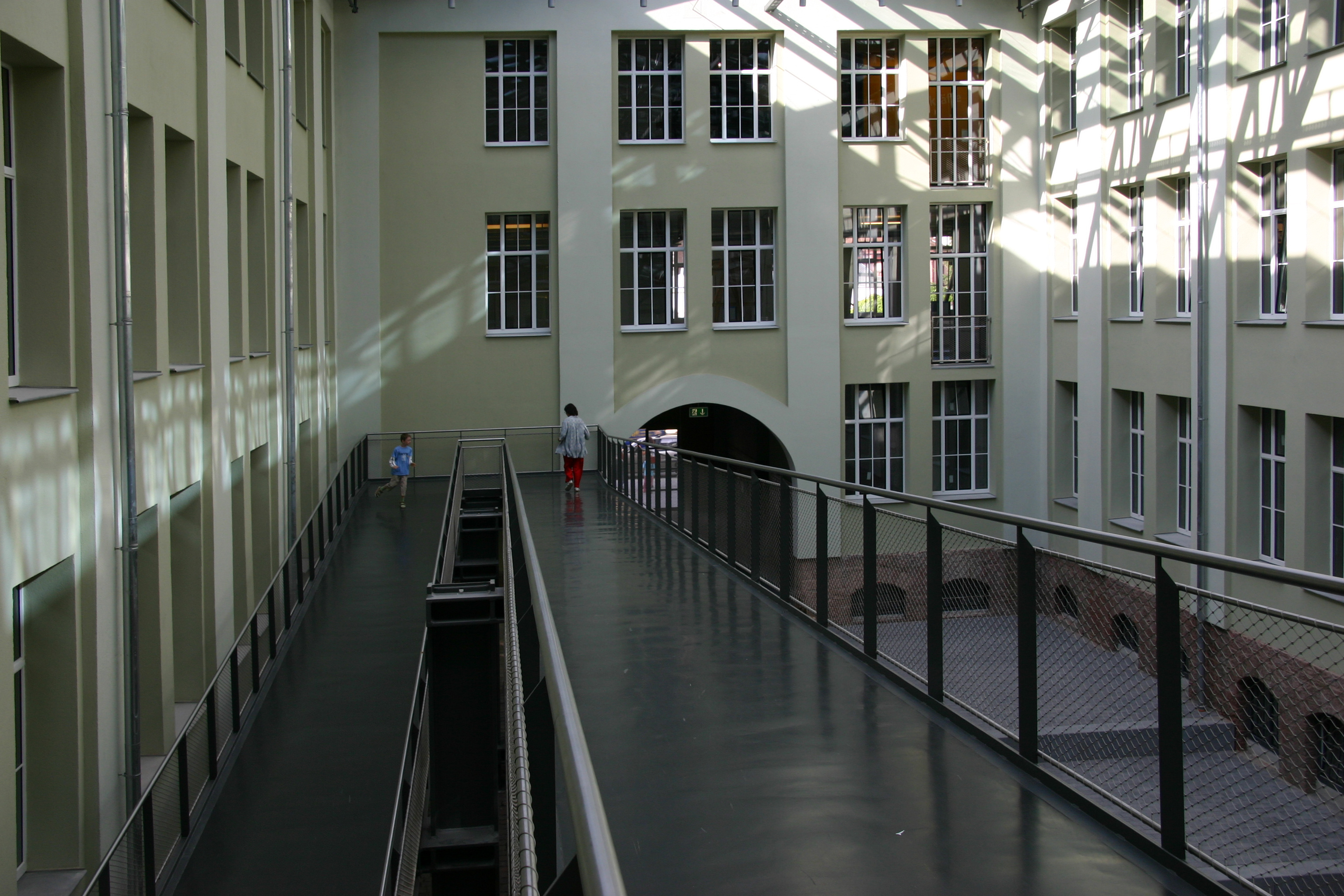
Dynamikum
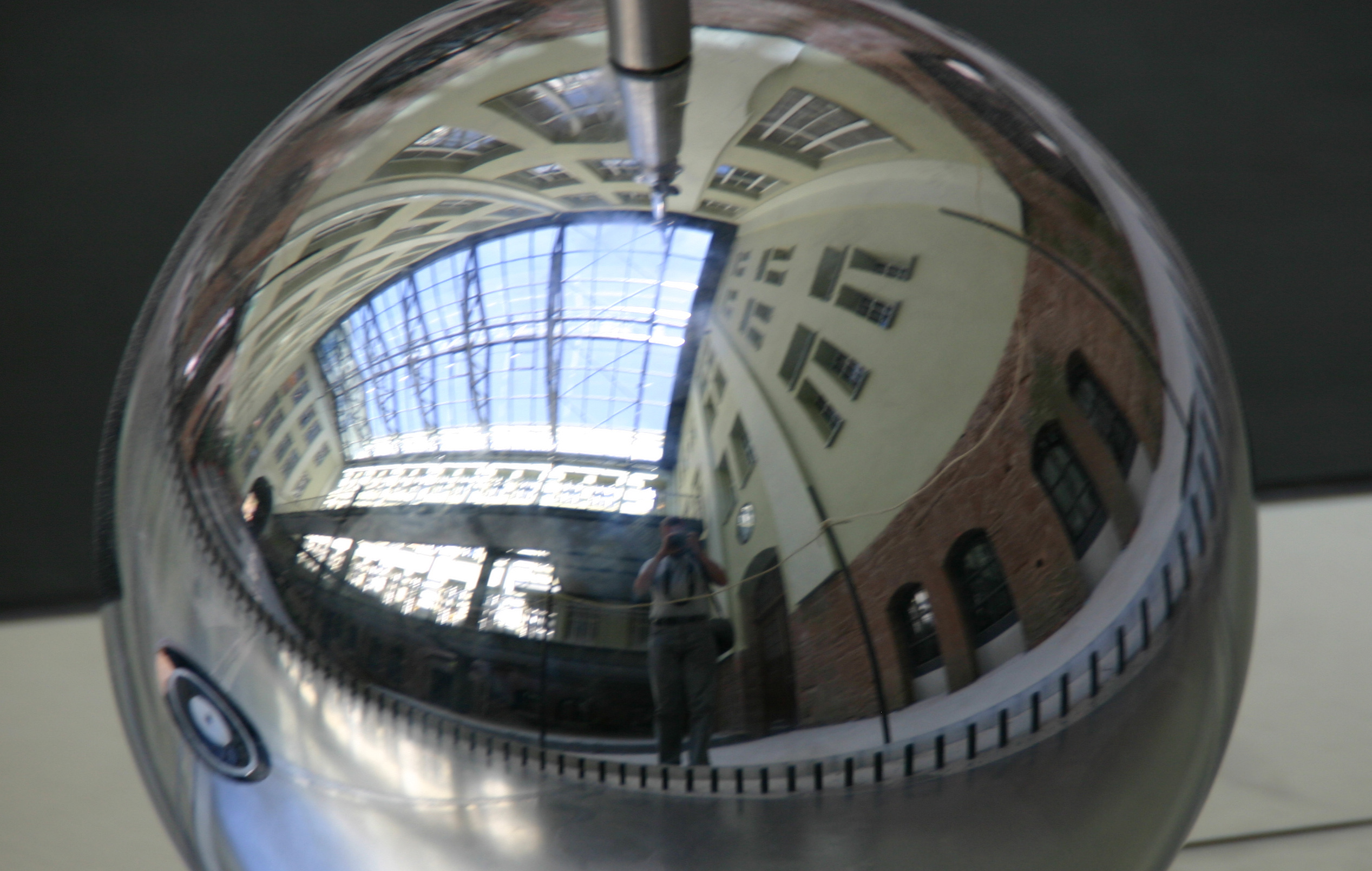
Dynamikum
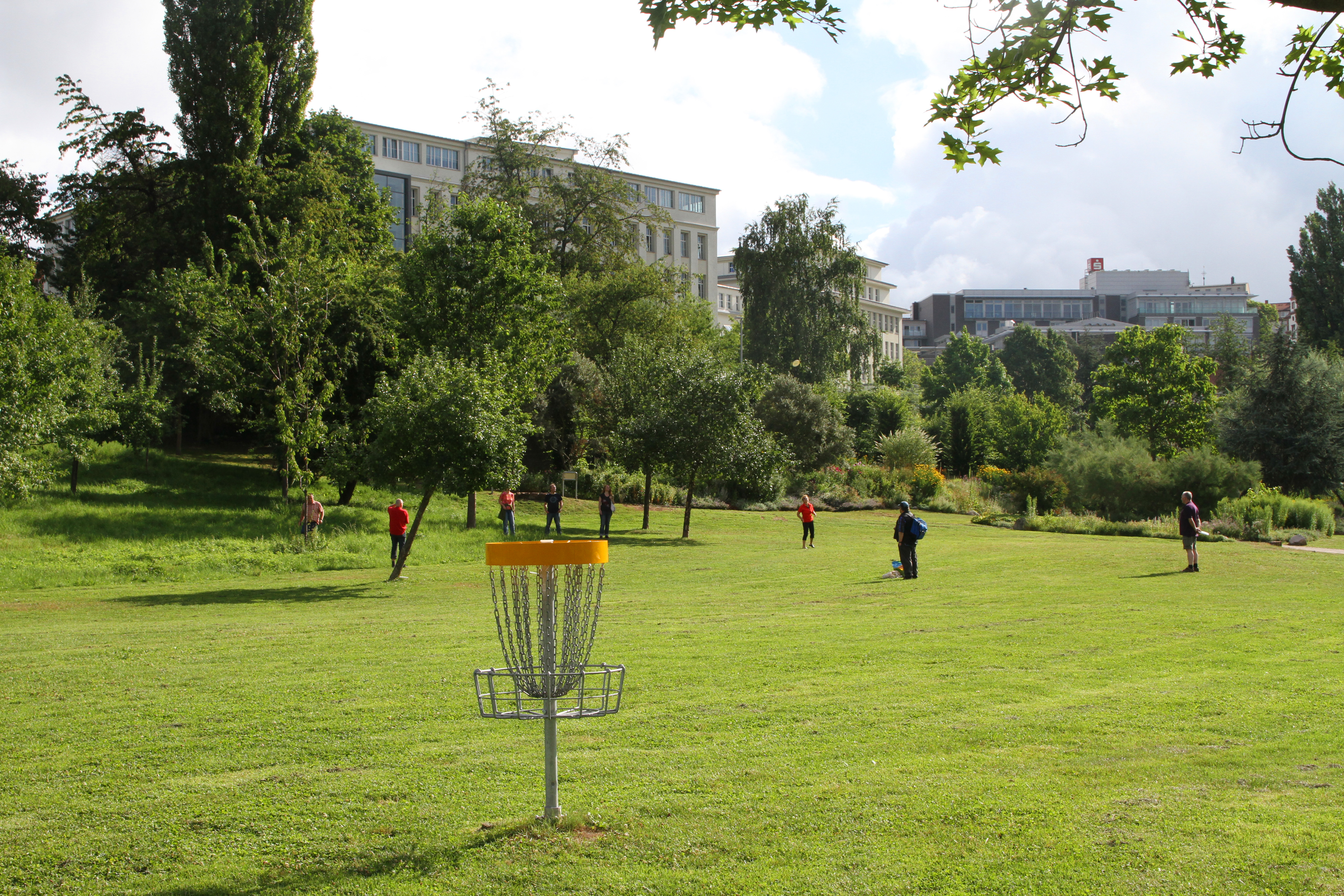
Strecktalpark
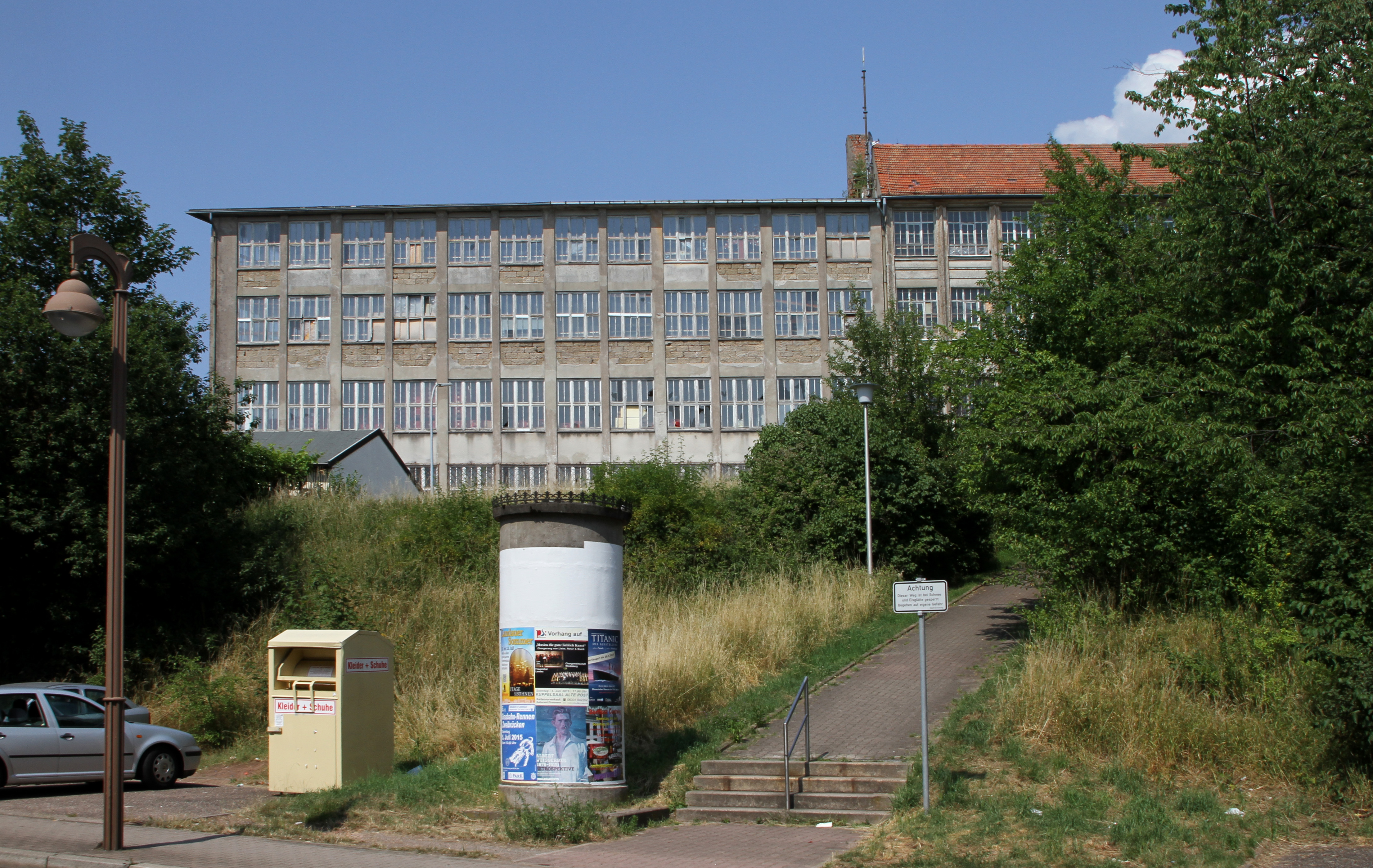
Fábrica de zapatos
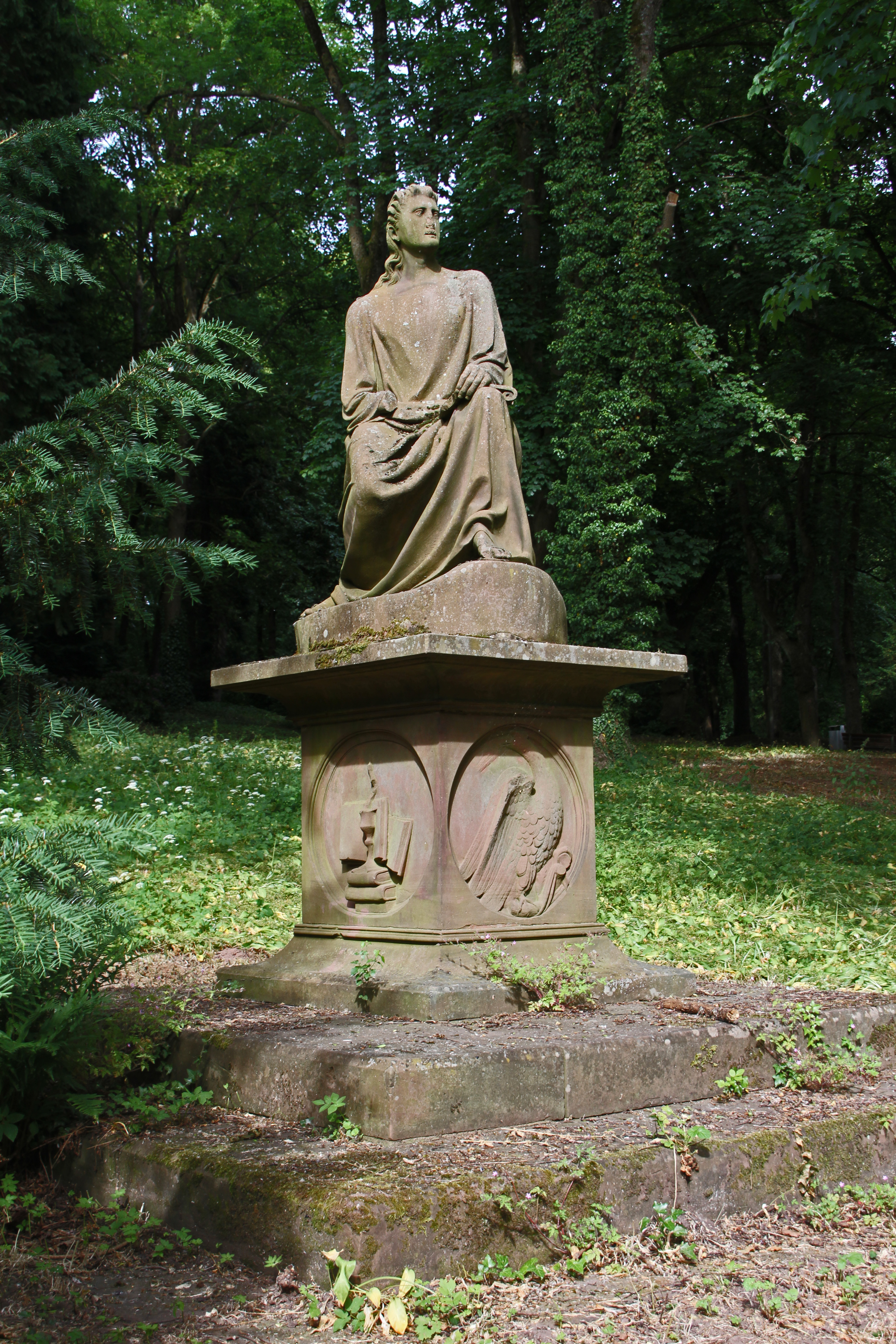
Alter Friedhof
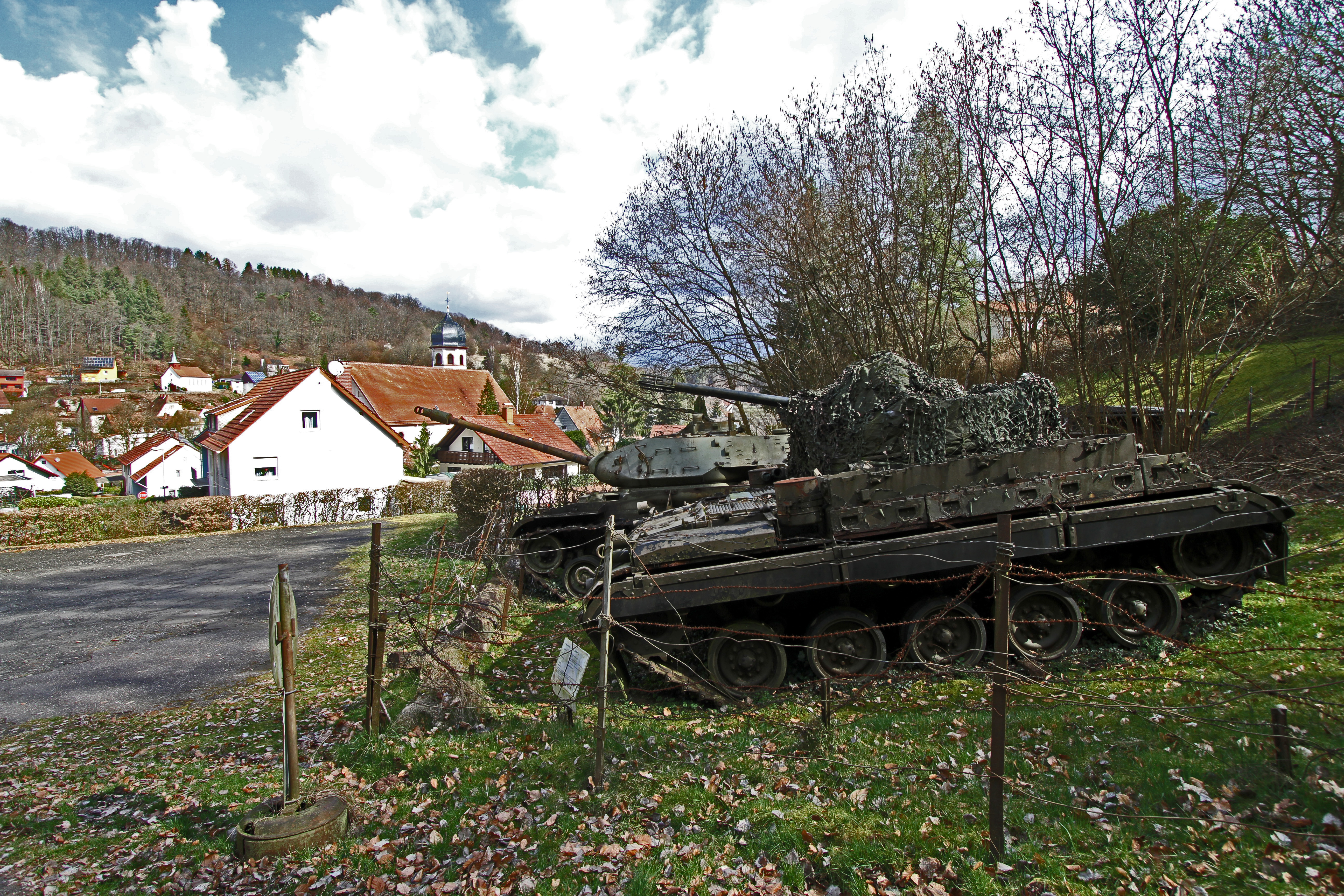
Museo Westwall